# Rudolf C. Bettschart
Rudolf Christoph Bettschart (* 10. Oktober 1930 in Luzern; † 30. März 2015 in Küsnacht; heimatberechtigt in Meilen und Schwyz) war ein Schweizer Verleger. 
Bettschart erlernte den Kaufmannsberuf und kümmerte sich ab 1954 um die Buchhaltung und Organisation des Diogenes Verlags seines Jugendfreundes Daniel Keel. Ab 1961 war Bettschart vollamtlich für die finanziellen Belange des Verlags zuständig und wurde fünf Jahre später offizieller Partner von Keel. 2011 wurde Bettschart gemeinsam mit Daniel Keel vom Börsenverein des Deutschen Buchhandels mit der Friedrich-Perthes-Medaille ausgezeichnet. 